# 秦华礼
秦华礼（1913年1月6日—2020年3月14日），男，四川通江人，中国革命家、教育家，红四方面军31军93师279团老战士，南京邮电学院首任院长。

## 生平
1913年1月生于四川省通江县陈河乡。1932年12月参加红军，1933年7月加入中国共产党。历任第四方面军排长、连指导员、师政治部巡视员、军政治部组织部干事、电台台长。参加长征，三过草地，参与空山坝战役、万源保卫战、强渡嘉陵江、攻克剑门关、中坝和千佛山等战役。期间曾入读红军通信学校。1936年7月毕业后，历任一二九师师部电台队长，太岳军区电台中队长，旅司令部通讯科长，太岳纵队司令部电台中队长，晋冀鲁豫第四、第八纵队司令部通讯科长、大军区通讯学校政治委员、华北电讯专科学校大队长兼政治委员、党委书记，中国革命军事委员会工程学校大队长兼政治委员等职。1949年中华人民共和国成立后，历任四川省邮电局副局长兼成都市邮电局长、党委书记，云南省邮电局副局长兼党组书记（1953年4月－1955年1月），北京邮电学院党委第二书记（1956年7月－1958年9月），南京邮电学院党委书记、院长（1958年10月－1963年2月），南京邮电学院党委书记（1963年3月－1983年9月）。1983年10月离休。曾任中共南京市委委员，江苏省第五、六届人大常委会委员（1979年－1988年）。
秦华礼退休后喜爱门球运动，曾任南京市门球协会副主席。他还积极从事青年爱国教育工作，曾三次应中央电视台邀请赴北京录制电视节目，与同岁老红军王定国等相逢，先后在中央电视台的《开学第一课》、《榜样》晚会、《焦点访谈》、新闻频道“说不完的长征”、新闻调查栏目“走过雪山草地”、《朝闻天下》“长征给我们带来了什么”，12套《见证》栏目、1套纪录片《长征》，7套纪录片《震撼世界的长证》等节目中讲述长征的故事。
2020年3月14日5时06分在南京逝世，终年107岁。

## 荣誉
- 庆祝中华人民共和国成立70周年纪念章（2019年）[9]
- 中国工农红军长征胜利80周年纪念章（2016年）[10]

## 作品
- 秦华礼. . 江苏人民出版社. 2016年9月. ISBN 9787214191632.